# Naeyŏn-san
Naeyŏn-san är ett berg i Sydkorea.   Det ligger i provinsen Norra Gyeongsang, i den östra delen av landet, 250 km sydost om huvudstaden Seoul. Toppen på Naeyŏn-san är 710 meter över havet.
Terrängen runt Naeyŏn-san är huvudsakligen kuperad. Runt Naeyŏn-san är det tätbefolkat, med 459 invånare per kvadratkilometer. Närmaste större samhälle är Heung-hai, 19,3 km söder om Naeyŏn-san. I omgivningarna runt Naeyŏn-san växer i huvudsak blandskog.